# Industria Aeronáutica Neiva
La Industria Aeronáutica Neiva, o Neiva (en portugués: Indústria Aeronáutica Neiva), es una compañía aeronáutica brasileña, subsidiaria de Embraer, para la cual produce aeronaves y componentes.  Su principal producto es el Embraer EMB 202 Ipanema, un avión de trabajos agrícolas. Desde su creación, Neiva entregó más de 3.700 aeronaves.
La compañía se fundó en la ciudad de Río de Janeiro, en el año 1954, por José de Carlos de Barros Neiva. Comenzó siendo un fabricante de planeadores. Cambió su sede por Botucatu en el año 1956. La compañía fabricó diversos planeadores y aviones hasta el 11 de marzo de 1980, cuando Embraer la adquirió. Tras la compra, Neiva también empezó a fabricar el Ipanema, así como diversos componentes para las aeronaves fabricadas por Embraer, como la familia de aviones Embraer ERJ 145, el Embraer EMB 314 Super Tucano y los Embraer E-Jets. Neiva también produjo el Embraer EMB 120 Brasilia desde 1999 hasta 2002.

## Aeronaves

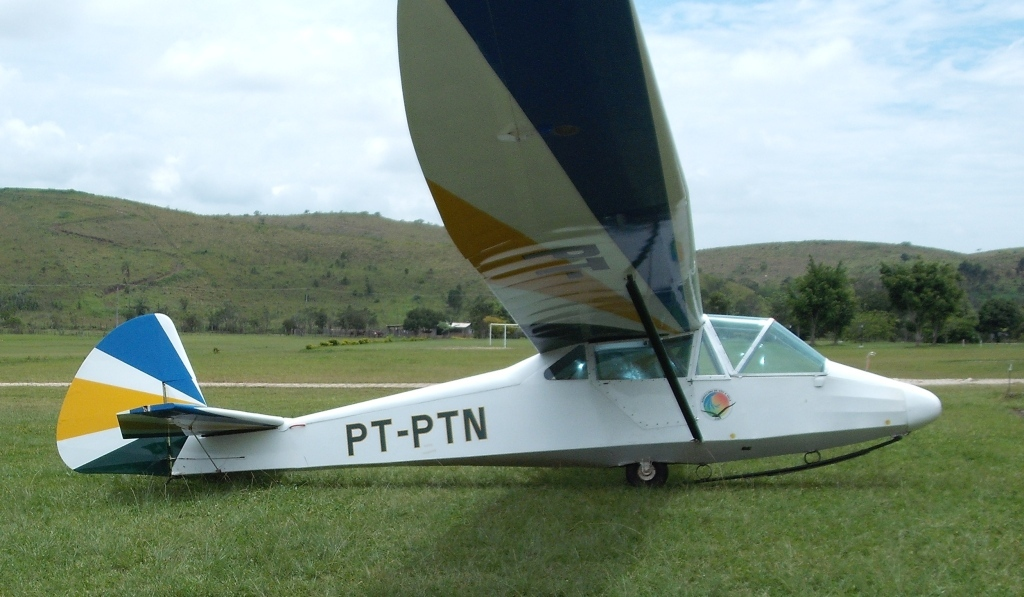
Neiva B Monitor

- Neiva P-56 Agrícola
- Neiva Lanceiro
- Neiva Regente
- Neiva Universal
- Neiva Campeiro
- Neiva Paulistinha 56
- Neiva Sertanejo
- Neiva Seneca
- Neiva Corisco (Cherokee Arrow II)
- Neiva Carajá
- Neiva Minuano
- Neiva Brasilia
- Neiva Ipanema
- Neiva BN-1 (planeador)
- Neiva BN-2  (planeador)
- Neiva B Monitor (planeador)